# Trentepohlia (Trentepohlia) percelestis
Trentepohlia (Trentepohlia) percelestis is een tweevleugelige uit de familie steltmuggen (Limoniidae). De soort komt voor in het Afrotropisch gebied.